# عبدالامیر رشیدی حائری

عبدالامیر رشیدی حائری، دیپلمات ایرانی و سفیر دولت شاهنشاهی ایران در کشورهای افغانستان، تونس و لهستان بود.
عبدالامیر رشیدی حائری فرزند ابن‌الشیخ و نوهٔ پسری زین‌العابدین حائری مازندرانی و از اعضای خاندان حائری مازندرانی و داماد خانواده محمدباقر حائری مازندرانی بود. وی همچنین پدر داوود رشیدی، هنرپیشه تئاتر، سینما و تلویزیون ایران بود.